# Христианин (издательство)

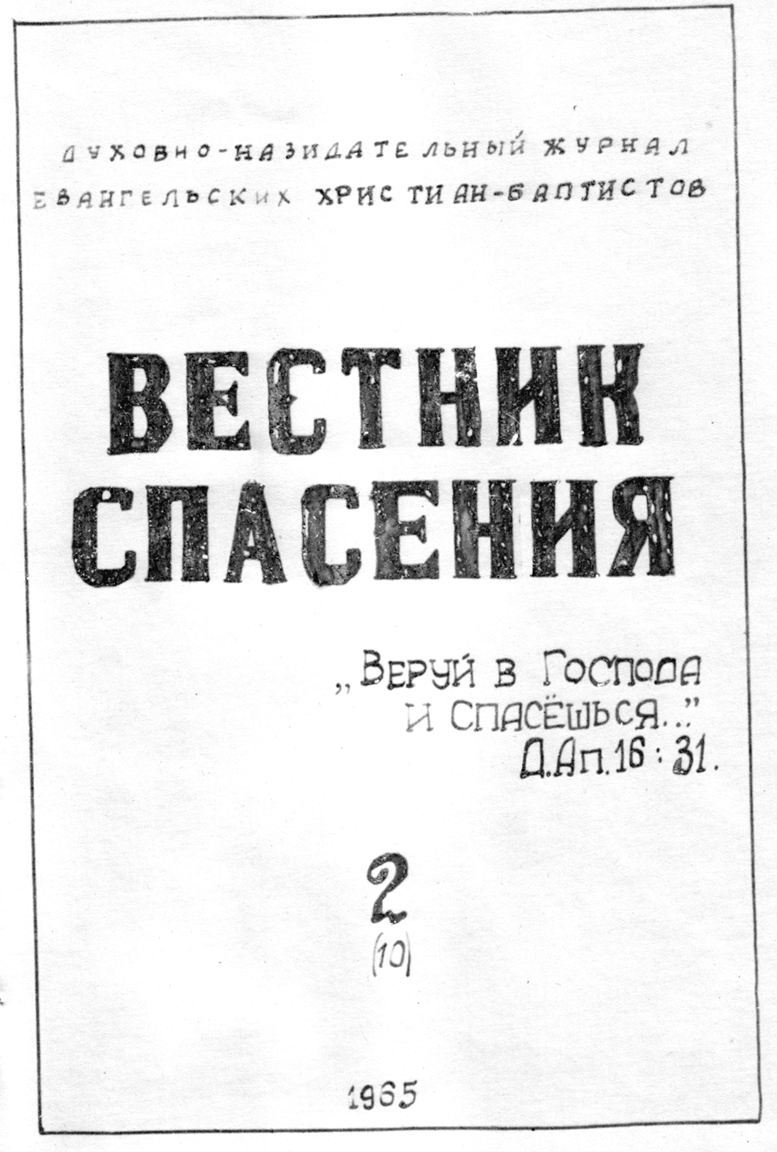
Обложка журнала «Вестник спасения», 1965 год. Первые номера изготавливались рукописным способом и тиражировались гектографом. В церквях номера журнала нередко переписывались от руки

Издательство «Христианин» — самиздат Совета церквей евангельских христиан-баптистов (СЦ ЕХБ). Подпольное издательство было создано в 1971 году для обеспечения общин евангельских христиан-баптистов книгами Священного Писания и другой религиозной литературой. С момента основания до распада СССР (в 1991 году) существовало нелегально. За это время выпустило Библию на 15 языках народов и народностей СССР.
По свидетельству заместителя председателя Совета церквей Петра Румачика, к концу 1970-х в СССР действовали 35 подконтрольных Совету подпольных типографий, оснащенных станками офсетной печати. Не менее 6 печатных точек издательства «Христианин» в различных частях Советского Союза были обнаружены и ликвидированы правоохранительными органами.
Издательство не только снабжало верующих духовной литературой, оно помогло сформировать понимание единства евангельских христиан-баптистов на всей территории СССР и ободряло их в условиях преследований со стороны государства.
Продолжает деятельность и в настоящее время (2019).

## Предыстория
Попытки советских протестантов компенсировать нехватку Библий и другой религиозной литературы при помощи нелегального самиздата имели место на протяжении практически всей советской эпохи, однако 1960—1980-е годы стали временем расцвета этого явления, чему способствовали некоторое смягчение советского политического режима и повышение образовательного уровня верующих.
«Инициативное движение» евангельских христиан-баптистов возникло во время хрущёвской антирелигиозной кампании в начале 1960-х. С самого начала баптисты-«инициативники» нелегально печатали духовную литературу. Они быстро освоили кустарный метод печати «синькой» (гектографом). Использовались и другие примитивные методы: машинопись, трафарет, стеклограф, фото. Часть литературы тиражировалась рукописным способом, для чего нередко привлекались дети верующих.
За 10-летие опыт «инициативников» эволюционировал от стихийного самиздата до подпольного издательства. Собственно издательство «Христианин» было создано в 1971 году. В июне того же года издательство обратилось к председателю Совета Министров СССР Алексею Косыгину с уведомлением о начале своей деятельности. Документ гласил: «Издательство „Христианин“ — это добровольное общество верующих ЕХБ, объединившихся для издания и распространения религиозной литературы. Содержится издательство на добровольные пожертвования верующих, и поэтому распространяет литературу безвозмездно».

## Техника

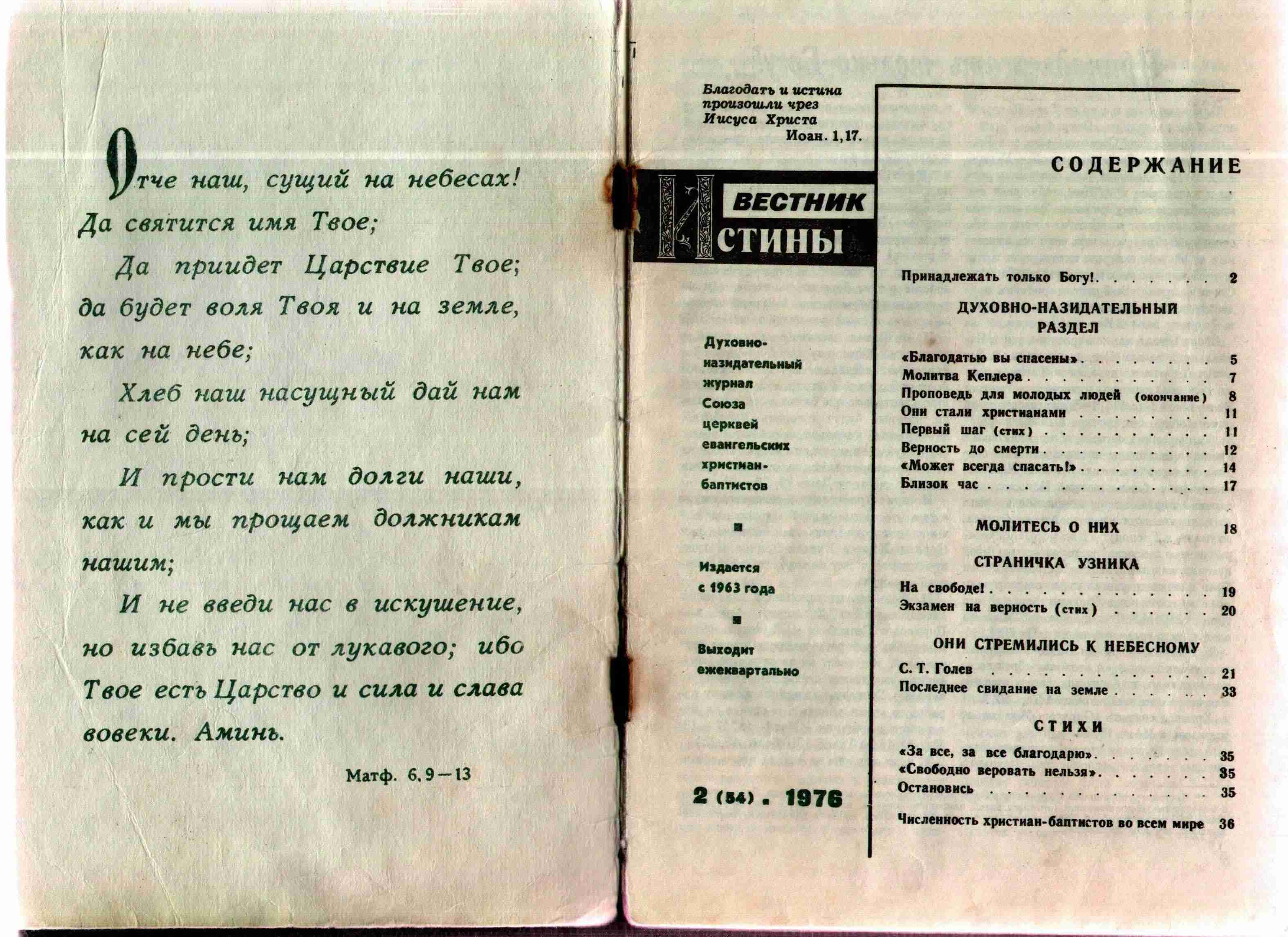
Оборотная сторона обложки и титульная страница журнала «Вестник Истины» № 2, 1976. К середине 1970-х годов издательство «Христианин» не просто выпускало периодические издания, но и добилось достаточно высокого полиграфического уровня

Со временем верующие по собственным чертежам собрали первый печатный станок, позволивший изготавливать литературу на относительно высоком полиграфическом уровне. Станок имел небольшой моторчик, не вызывавший подозрений значительным потреблением электроэнергии. Его можно было собрать из подручных материалов: двух отжимных валиков от стиральной машины, велосипедной цепи и педалей и др., а в разобранном виде он помещался в несколько небольших чемоданов, не привлекавших внимание. Типографская краска изготовлялась из коры деревьев, жжёной резины и металлических опилок. Рабочие типографий часто переходили полностью на нелегальное положение. Поскольку в СССР один человек не мог незамеченным купить много бумаги, то её покупкой и перевозкой занимались сотни людей.
Верующие постепенно усовершенствовали технологии. В марте 1974 года издательство освоило растровую технику воспроизводства фотографий и других иллюстраций. К 1980-м годам в подпольных типографиях преобладали станки офсетной печати, позволявшие издавать литературу многотысячными тиражами.

## Издания
С начала 1960-х верующие издавали различные воззвания, листовки. В 1962 году вышел первый отпечатанный на гектографе журнал «Евангельский призыв» на 70 страницах. Позднее издавался церковный журнал «Братский листок», названный так в честь журнала, выходившего в начале XX века. Печатались книги протестантских авторов, учебники по библеистике, перекидные календари, песенники, нотные сборники, а также буклеты и евангелизационные листовки.
В 1963 году был опубликован первый номер журнала «Вестник спасения», подготовленный 22-летней христианкой из Прокопьевска Любовью Богдановой. Первый тираж журнала составил всего 60 экземпляров, однако он пользовался таким успехом, что один из лидеров «инициативников» Геннадий Крючков предложил сделать его общим для всего движения. Богданова стала главным редактором «Вестника», перейдя на нелегальное положение. Спустя три года к ней присоединилась ещё одна молодая христианка, Светлана Белецкая. Они выпускали журнал с периодичностью 4-6 раз в год. В 1976 году «Вестник спасения» переименовали в «Вестник Истины».
Ещё одно периодическое издание «Христианина» — «Бюллетень Совета родственников узников ЕХБ». Он выходил от лица общественной организации при СЦ ЕХБ — Совета родственников узников ЕХБ, возглавляемого Лидией Винс — матерью одного из лидеров «инициативного» движения Георгия Винса. В Бюллетене публиковались сообщения о последних арестах евангельских христиан-баптистов, списки и фотографии всех заключённых, а также адреса их семей для оказания помощи.
Издательство выпустило несколько книг, включая «Путешествие Пилигрима», Новый Завет, сборники гимнов, произведения Чарльза Сперджена. В 1968 году был отпечатан первый тираж Евангелия от Иоанна; каждая община получила по пятнадцать экземпляров. В 1973 году издательство выпустило тиражом в 5 тыс. экземпляров Евангелие от Марка в маленьком формате, — чуть больше спичечной коробки. Оно предназначалось христианам находящимся в заключении — благодаря размеру его легче было спрятать при обыске. В 1974 году предполагался выпуск всей Библии, однако при аресте Георгия Винса 31 марта 1974 года у него была изъята фотоплёнка с текстом для офсетной печати и издание пришлось отложить. Поэтому первое издание Библии вышло весной 1978 года. К 1983 году подпольные типографии отпечатали около полумиллиона экземпляров Евангелий и сборников церковных гимнов.

## Конспирация
Местные общины, входящие во ВСЕХБ, часто поддерживали деятельность издательства и тайно участвовали в распространении литературы. Издательство «Христианин» вынужденно скрывало имена своих работников и местонахождение типографий. Хотя нелегалов — работников типографий — было немного, в целом к деятельности издательства были причастны сотни людей — те, кто предоставлял помещения, добывал бумагу и материальные средства, был задействован в транспортировке материалов и готовой продукции.
КГБ и милиции несколько раз удавалось обнаружить нелегальные печатные точки. В этих случаях станки конфисковывались, верующих арестовывали и отправляли в тюрьмы. В октябре 1974 года была выявлена типография на латышском хуторе Лигукалне (вблизи Цесиса). Семерых работников типографии арестовали, а печатный станок, около девяти тонн бумаги и 15 тысяч уже отпечатанных экземпляров Нового Завета — конфисковали. По воспоминаниям одной из сотрудниц «Христианина», местонахождение типографии выдал предатель — сын пресвитера, внедрённый КГБ в издательство.
Позднее такие же типографии были раскрыты: в 1977 году в Ивангороде Ленинградской области, в январе 1980 года — в селе Старые Кодаки на Украине, в июне 1980 года — в селе Гливенко Краснодарского края и в 1982 году — в Токмаке (Кыргызстан).
При обнаружении подпольной печатной точки в Ивангороде Ленинградской области в доме шофёра Давида Коопа были арестованы три работника типографии — Иван Левин, Людмила и Лариса Зайцевы. Все трое в разное время перешли на нелегальное положение. Они тайно жили при типографии, замаскированной на чердаке. Здесь же находились отдельный туалет, три кровати, типографское оборудование, запас продуктов. Электропровод в тайные комнаты был замаскирован, а звонок для связи с работниками типографии хозяин установил в шкафу. К моменту обнаружения типография уже успела напечатать несколько выпусков журналов «Вестник истины» и «Братский листок», песенный сборник, книги «Тайна счастья» Билли Грэма и «Духовная война» Джона Буньяна. В итоге хозяин и трое сотрудников типографии были осуждены на сроки от 3,5 до 5 лет лишения свободы.
Один из бывших лидеров СЦ ЕХБ Евгений Родославов вспоминал, что вопреки «охоте» КГБ в различных регионах СССР (Прибалтике, Центральной России, Сибири, Средней Азии, Украине и Молдавии) продолжали работать десятки «бригад» верующих. «КГБ постоянно дышал нам в затылок, — отмечал Родославов. — Однажды в Болградском районе Одесской области было произведено около 100 обысков. Братья-служители не догадывались о причине такого рвения властей, а мы знали, что ищут нас, потому что допустили ошибку, и КГБ моментально пошёл по следу».
По воспоминаниям Родославова, верующие освоили правила конспирации, что позволяло им длительное время избегать ареста. «Может быть, это смешно слышать, что КГБ нас ловил и не мог поймать, но факт, остаётся фактом, — утверждал он. — Наши печатники (южноукраинское отделение) перерабатывали в месяц по три тонны продукции и развозили её по всему СССР — от Молдавии до Сибири, и это стабильно осуществлялось при Брежневе, Андропове и Горбачёве, до самой перестройки и легализации издательства "Христианин"».

## Координаторы

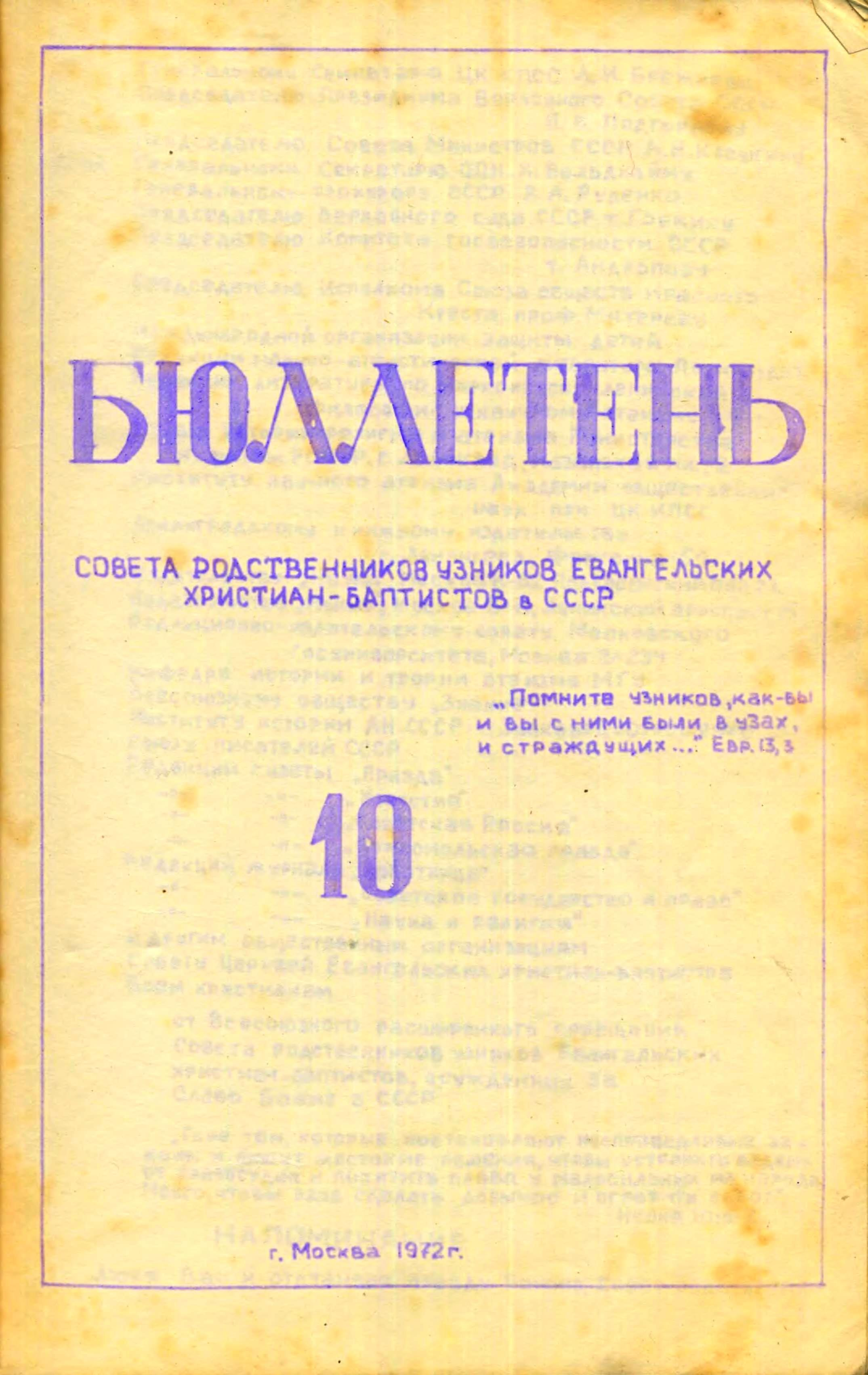
Обложка нелегального журнала «Бюллетень Совета родственников узников евангельских христиан-баптистов» (1972 год). Первые номера журнала изготавливались вручную. Бюллетень распространял свежую информацию о преследованиях верующих

По официальным данным современного МСЦ ЕХБ, работой издательства руководили Г. К. Крючков, Ю. К. Крючков, В. И. Пидченко, М. С. Кривко, И. П. Плетт. Согласно ряду других источников, в начале 1970-х работу издательства организовывал Г. П. Винс. Более того, 31 марта 1974 года Винс был арестован (повторно) в Новосибирске как раз при доставке в издательство типографской краски, фотоплёнок с текстом Библии для печатного станка и различных рукописей, — собственных и чужих.
В 1970-х годах верующие наладили тесные контакты с советским диссидентским движением, благодаря чему периодические издания «Христианина» стали попадать на Запад, их материалы озвучивались в иностранных СМИ, в том числе и на радиостанциях, вещавших сквозь «железный занавес» на территорию Советского Союза. После ареста Георгия Винса, в его защиту, как и в защиту других узников совести, выступила Инициативная группа по защите прав человека в СССР и академик Андрей Сахаров. Винс был приговорён к 5 годам лагеря и 5 — ссылки. В 1979 году, после отсидки 5-летнего срока, он был лишён советского гражданства. Вместе с четырьмя политическими диссидентами (в том числе Александром Гинзбургом и Эдуардом Кузнецовым) Винса обменяли на двух советских разведчиков, осуждённых в США на 50-летние сроки.

## Значение
Издательство не только снабжало верующих духовной литературой, оно помогло сформировать понимание единства евангельских христиан-баптистов на всей территории СССР. Читая регулярные выпуски духовных журналов, верующие из Казахстана, знали, что их единоверцы есть и в Хабаровске, и в Молдавии. Историк Надежда Белякова охарактеризовала общинную деятельность ЕХБ по печатанию, перевозке и распространению христианской литературы как «религиозную практику в более широком смысле слова». Такого рода практики, по мнению Беляковой, в протестантской среде советского периода играли значимую, если не ключевую роль для оформления идентичности верующего.

## После распада СССР
С распадом СССР и установлением относительной религиозной свободы в России, на Украине и в некоторых других бывших республиках Советского Союза издательство существенно снизило свою активность. В этих странах стала доступна религиозная литература в широком ассортименте, изданная профессиональными издательствами и распространяемая часто бесплатно или почти бесплатно. Тем не менее, «Христианин» продолжил выпуск периодики и отдельных книг бывшего Совета церквей (ныне МСЦ ЕХБ).

## Комментарии
1. ↑  МСЦ ЕХБ — это аббревиатура современного названия Совета церквей ЕХБ — Международного совета церквей ЕХБ.
2. ↑  На нежелание МСЦ ЕХБ отмечать роль Винса в становлении издательства мог повлиять тот факт, что в начале 1990-х годов Винса, невзирая на его заслуги и авторитет, изгнали из Совета церквей. Подробнее см. в статье Винс, Георгий Петрович.
3. ↑  Надежда Белякова — к. и. н., старший научный сотрудник Центра истории религии и Церкви Института всеобщей истории РАН, специализируется на истории государственно-конфессиональных отношений.